# Adaklı
Adaklı est une ville et un district de la province de Bingöl dans la région de l'Anatolie orientale en Turquie.